# 虹梅路
 虹梅路，取虹桥镇、梅陇镇首字命名，是中國上海市的一条南北向干道，南起沪闵路梅陇（原梅陇集镇今属徐汇区凌云路街道），北到虹桥路，长7270米。

## 道路命名[1]
现今的虹梅路由两条不同道路整合而成，并分别曾有不同的命名：
- 虹桥路至吴中路段，建设于20世纪20年代，因其位于虹桥镇北部，故命名虹桥北路，也称虹桥公路。1958年更名虹桥镇路。
- 1957年，虹桥镇至梅陇路段辟筑，其中虹桥镇至漕宝路段称虹梅路或虹梅北路[2]，漕宝路至梅陇路段称虹梅南路。

1983年，上述道路被统一命名为虹梅路。

## 交通管制
上海中环线建成之后，虹梅路宜山路口北向南禁止直行左转，南北两段道路因此难以相通。

## 沿路主要设施[4]
- 上海轨道交通10号线龙溪路站
- 老外街（徐虹铁路虹梅路站遗迹）
- 上海轨道交通9号线漕河泾开发区站
- 漕河泾开发区
- 上海腾讯大厦
- 锦江乐园
- 废梅陇站、梅陇汽车站、上海轨道交通1号线锦江乐园站
- 上海中环路（宜山路—上中路）